# La misteriosa accademia dei giovani geni
La misteriosa accademia dei giovani geni (The Mysterious Benedict Society) è una serie televisiva creata da Matt Manfredi e Phil Hay per Disney+ basata sul romanzo per ragazzi La misteriosa accademia per giovani geni di Trenton Lee Stewart.
A settembre 2021 la serie è stata rinnovata per una seconda stagione.

## Trama
Quattro ingegnosi orfani vengono reclutati dall'eccentrico signor Benedict per infiltrarsi nell'Istituto VIVI e fermare un complotto che rischia di mettere in pericolo l'intero globo.

## Episodi
| Stagione         | Episodi | Prima TV Usa | Prima TV Italia |
| ---------------- | ------- | ------------ | --------------- |
| Prima stagione   | 8       | 2021         | 2021            |
| Seconda stagione | 8       | 2022         | 2022            |

## Personaggi e interpreti
- Signor Benedict e Dottor Curtain, interpretati da Tony Hale
- Numero Due, interpretata da Kristen Schaal
- Milligan, interpretato da Ryan Hurst
- Rhonda, interpretata da MaameYaa Boafo
- Ms. Perumal, interpretata da Gia Sandhu
- George ‘Sticky’ Washington, interpretato da Seth Carr
- Kate Weatherall, interpretata da Emmy DeOliveira
- Reynie Muldoon, interpretata da Mystic Inscho
- Constance Contraire, interpretata da Marta Kessler

## Produzione

### Sviluppo
Nel settembre 2019 venne annunciato che Hulu aveva ordinato una serie televisiva basata sulla serie di libri La misteriosa accademia per giovani geni di Trenton Lee Stewart. La serie è creata da Phil Hay e Matt Manfredi, con Todd Slavkin e Darren Swimmer come showrunner. Nel novembre 2020 la serie venne spostata da Hulu a Disney+ per via del suo tono "adattato a tutta la famiglia".

### Casting
Nel febbraio 2020 Tony Hale entrò nel cast nel doppio ruolo del signor Benedict e del suo fratello gemello Dottor Curtain. Ad aprile si aggiunsero al cast Kristen Schaal, MaameYaa Boafo, Ryan Hurst, Gia Sandhu, Mystic Inscho, Emmy DeOliveira, Seth Carr e Marta Kessler.

### Riprese
Le riprese della serie sarebbero dovuto iniziare nella primavera del 2020 nella Columbia Britannica, ma vennero rinviate a causa della pandemia di COVID-19. La produzione iniziò nell'agosto 2020. Nel novembre 2020 vennero girate alcune scene a Gastown. Le riprese si conclusero nel gennaio 2021.

## Promozione
Nel maggio 2021 venne distribuito il trailer della serie.

## Distribuzione
La serie ha debuttato il 25 giugno 2021 su Disney+, in tutti i territori in cui il servizio è disponibile.

### Edizione italiana
La direzione del doppiaggio è di Giuppy Izzo e i dialoghi italiani sono curati da Nunzia Di Somma e Fiamma Izzo per conto della Pumais Due che si è occupata anche della sonorizzazione.